# Puchar Grecji w piłce siatkowej mężczyzn (2022/2023)
Puchar Grecji w piłce siatkowej mężczyzn 2022/2023 – 35. sezon rozgrywek o siatkarski Puchar Grecji zorganizowany przez Grecki Związek Piłki Siatkowej (Ελληνική Ομοσπονδία Πετοσφαίρισης, Ε.Ο.ΠΕ.). Zainaugurowany został 7 grudnia 2022 roku.
W rozgrywkach o Puchar Grecji uczestniczyły drużyny z Volley League, Pre League oraz kategorii A2. Rozgrywki składały się z trzech rund wstępnych, 1/8 finału, ćwierćfinałów oraz turnieju finałowego. We wszystkich rundach rywalizacja toczyła się systemem pucharowym, a o awansie decydowało jedno spotkanie.
Turniej finałowy odbył się w dniach 31 marca-1 kwietnia 2023 roku w hali sportowej «Tenda» w Kalamacie. W ramach turnieju finałowego rozegrane zostały półfinały i finał. Po raz piąty Puchar Grecji zdobył PAOK, pokonując w finale Olympiakos SFP. MVP finału wybrany został Aleksandros Raptis.

## System rozgrywek
Do rozgrywek o Puchar Grecji w sezonie 2022/2023 zgłosiły się 17 drużyn. Rozgrywki składały się z trzech rund wstępnych, 1/8 finału, ćwierćfinałów oraz turnieju finałowego, w ramach którego odbyły się półfinały i finał. We wszystkich rundach rywalizacja toczyła się w systemie pucharowym, a o awansie decydowało jedno spotkanie. Przed każdą rundą odbywało się losowanie wyłaniające pary meczowe. Gospodarzem spotkania w parze była drużyna z niższej ligi bądź ta, która została wylosowana jako pierwsza (jeżeli obie drużyny grały na tym samym poziomie rozgrywkowym).
W trzech rundach wstępnych uczestniczyły drużyny z Pre League i kategorii A2, tj. odpowiednio drugiego i trzeciego poziomu rozgrywkowego. Zespoły podzielone zostały na dwie strefy, uwzględniając ich położenie geograficzne. W 1/8 finału do rozgrywek dołączyły kluby, które po 1. rundzie fazy zasadniczej Volley League zajmowały w tabeli miejsca 5-10, natomiast od ćwierćfinałów udział w Pucharze Grecji rozpoczęły drużyny, które po 1. rundzie fazy zasadniczej zajmowały miejsca 1-4. 

### Tabela Volley League po 9. kolejce
| Lp. | Drużyna                 | Pkt | Mecze | Mecze | Mecze | Rodzaj wyniku | Rodzaj wyniku | Rodzaj wyniku | Rodzaj wyniku | Rodzaj wyniku | Rodzaj wyniku | Sety | Sety | Sety  | Małe punkty | Małe punkty | Małe punkty |
| Lp. | Drużyna                 | Pkt | M     | W     | P     | 3:0           | 3:1           | 3:2           | 2:3           | 1:3           | 0:3           | wyg. | prz. | stos. | zdob.       | str.        | stos.       |
| --- | ----------------------- | --- | ----- | ----- | ----- | ------------- | ------------- | ------------- | ------------- | ------------- | ------------- | ---- | ---- | ----- | ----------- | ----------- | ----------- |
| 1   | Olympiakos SFP          | 24  | 9     | 8     | 1     | 5             | 2             | 1             | 1             | 0             | 0             | 26   | 7    | 3.71  | 789         | 667         | 1.18        |
| 2   | PAOK                    | 21  | 9     | 7     | 2     | 5             | 2             | 0             | 0             | 2             | 0             | 23   | 8    | 2.88  | 757         | 637         | 1.19        |
| 3   | AONS Milon              | 19  | 9     | 6     | 3     | 3             | 3             | 0             | 1             | 0             | 2             | 20   | 12   | 1.67  | 751         | 668         | 1.12        |
| 4   | Panathinaikos AO        | 18  | 9     | 7     | 2     | 2             | 1             | 4             | 1             | 0             | 1             | 23   | 15   | 1.53  | 854         | 794         | 1.08        |
| 5   | AOP Kifisias            | 14  | 9     | 5     | 4     | 2             | 0             | 3             | 2             | 0             | 2             | 19   | 18   | 1.06  | 811         | 810         | 1           |
| 6   | AO Foinikas Syros       | 14  | 9     | 4     | 5     | 4             | 0             | 0             | 2             | 1             | 2             | 17   | 15   | 1.13  | 701         | 703         | 1           |
| 7   | Pigasos Polichnis       | 11  | 9     | 4     | 5     | 2             | 0             | 2             | 1             | 0             | 4             | 14   | 19   | 0.74  | 707         | 741         | 0.95        |
| 8   | Atlos Orestiada         | 8   | 9     | 2     | 7     | 0             | 1             | 1             | 3             | 1             | 3             | 13   | 24   | 0.54  | 749         | 826         | 0.91        |
| 9   | OFI                     | 3   | 9     | 1     | 8     | 1             | 0             | 0             | 0             | 4             | 4             | 7    | 24   | 0.29  | 628         | 753         | 0.83        |
| 10  | FES Aristotelis Skidras | 3   | 9     | 1     | 8     | 0             | 0             | 1             | 1             | 1             | 6             | 6    | 26   | 0.23  | 609         | 757         | 0.8         |

Źródło: Volley League – Data Project (ang.)
Punktacja: 3:0 i 3:1 – 3 pkt; 3:2 – 2 pkt; 2:3 – 1 pkt; 1:3 i 0:3 – 0 pkt
Zasady ustalania kolejności: 1. liczba zdobytych punktów; 2. bilans w meczach bezpośrednich, w kolejności: a) liczba zwycięstw, b) liczba zdobytych punktów, c) stosunek setów wygranych do przegranych; d) stosunek małych punktów zdobytych do straconych; 3. liczba zwycięstw; 4. stosunek setów wygranych do przegranych; 5. stosunek małych punktów zdobytych do straconych
     Ćwierćfinał Pucharu Grecji
     1/8 finału Pucharu Grecji

## Drużyny uczestniczące
| Volley League (10 drużyn) | Volley League (10 drużyn) |
| ------------------------- | ------------------------- |
| FES Aristotelis Skidras   | 1/8 finału                |
| Atlos Orestiada           | ćwierćfinał               |
| AO Foinikas Syros         | ćwierćfinał               |
| AOP Kifisias              | ćwierćfinał               |
| AONS Milon                | półfinał                  |
| OFI                       | 1/8 finału                |
| Olympiakos SFP            | finał                     |
| Panathinaikos AO          | półfinał                  |
| PAOK                      | zwycięstwo                |
| Pigasos Polichnis         | 1/8 finału                |

| Pre League (4 drużyny) | Pre League (4 drużyny) |
| ---------------------- | ---------------------- |
| AEK                    | 1/8 finału             |
| AS Aris                | ćwierćfinał            |
| NGST Iraklis           | 2. runda               |
| OPAT Perseas           | 1. runda               |

| Kategoria A2 (3 drużyny) | Kategoria A2 (3 drużyny) |
| ------------------------ | ------------------------ |
| AE Armenion              | 1. runda                 |
| APS Ifestos Florinas     | 2. runda                 |
| AEN Panoramatos          | 1. runda                 |

## Rozgrywki

### 1. runda
Strefa A
| 07.12.2022 19:00 (UTC+2) | AE Armenion | 1:3 (26:24, 17:25, 32:34, 14:25) | AEK | Hala sportowa 1. Gimnazjum, Ajos Joanis Rendis Sędziowie: Kiriakos Michailoglu i Christos Triandafilopulos |

Strefa B
| 07.12.2022 19:30 (UTC+2) | APS Ifestos Florinas | 3:1 (25:20, 25:18, 17:25, 25:21) | OPAT Perseas | Miejski Ośrodek Sportu, Florina Sędziowie: Eleni Daniilidu i Dimitra Karakosta |

| 08.12.2022 20:30 (UTC+2) | AEN Panoramatos | 0:3 (18:25, 20:25, 15:25) | NGST Iraklis | Hala sportowa «Ilias Triandafilidis», Panorama Sędziowie: Marios Lumsi i Teofilos Stawrianidis |

Uwaga: AS Aris wylosował wolny los i awansował do 2. rundy bez gry.

### 2. runda
| 18.01.2023 16:30 (UTC+2) | NGST Iraklis | 1:3 (22:25, 31:29, 22:25, 22:25) | AEK | Hala siatkarska «Katsanio», Saloniki Sędziowie: Achileas Iskas i Christos Tosunidis |

| 18.01.2023 19:30 (UTC+2) | APS Ifestos Florinas | 2:3 (25:22, 25:18, 23:25, 18:25, 11:15) | AS Aris | Miejski Ośrodek Sportu, Florina Sędziowie: Chariton Portokalidis i Anestis Sarakinidis |

### 1/8 finału
| 31.01.2023 16:30 (UTC+2) | Pigasos Polichnis | 0:3 (20:25, 24:26, 18:25) | AO Foinikas Syros | Miejskie Centrum Sportowe, Polichni Sędziowie: Aleksandros Awramidis i Stelios Papakosmas |

| 01.02.2023 17:30 (UTC+2) | AOP Kifisias | 3:0 (25:22, 25:15, 25:16) | OFI | Hala przy Stadionie Miejskim «Zirinio», Kifisia Sędziowie: Spiros Prenddzas i Aleksandros Milonakis |

| 01.02.2023 19:00 (UTC+2) | AS Aris | 3:2 (25:22, 15:25, 20:25, 25:21, 15:13) | FES Aristotelis Skidras | Narodowe Centrum «Mikras», Kalamaria Sędziowie: Wasilios Wasiliadis i Konstandinos Dimitriu |

| 01.02.2023 15:30 (UTC+2) | AEK | 0:3 (19:25, 14:25, 18:25) | Atlos Orestiada | Hala sportowa «Apostolos Kondos», Nea Filadelfia Sędziowie: Nikolaos Frangakis i Jeorjos Welonis |

### Ćwierćfinały
| 22.02.2023 18:00 (UTC+2) | AO Foinikas Syros | 1:3 (25:23, 22:25, 23:25, 24:26) | Olympiakos SFP | Centrum Sportowe «Dimitrios Wikielas», Ermupoli Sędziowie: Aleksandros Milonakis i Spiros Prenddzas |

| 22.02.2023 18:30 (UTC+2) | AOP Kifisias | 0:3 (19:25, 27:29, 19:25) | PAOK | Hala przy Stadionie Miejskim «Zirinio», Kifisia Sędziowie: Epaminondas Jerotodoros i Konstandinos Wuduris |

| 22.02.2023 19:00 (UTC+2) | AS Aris | 0:3 (24:26, 12:25, 20:25) | AONS Milon | Narodowe Centrum «Mikras», Kalamaria Sędziowie: Teofilos Stawrianidis i Stelios Papakosmas |

| 22.02.2023 19:00 (UTC+2) | Atlos Orestiada | 0:3 (22:25, 19:25, 22:25) | Panathinaikos AO | Hala sportowa «Nikos Samaras», Orestiada Sędziowie: Emanuil Jeorjadis i Janis Joanidis |

### Turniej finałowy

#### Półfinały
| 31.03.2023 18:00 (UTC+3) | AONS Milon | 0:3 (15:25, 23:25, 19:25) | Olympiakos SFP | Hala sportowa «Tenda», Kalamata Sędziowie: Konstandinos Wuduris i Leonias Jeranios |

| 31.03.2023 21:15 (UTC+3) | PAOK | 3:1 (25:27, 25:17, 25:20, 25:22) | Panathinaikos AO | Hala sportowa «Tenda», Kalamata Sędziowie: Aleksandros Milonakis i Stelios Papakosmas |

#### Finał
| 01.04.2023 21:30 (UTC+3) | Olympiakos SFP | 1:3 (25:18, 20:25, 21:25, 21:25) | PAOK | Hala sportowa «Tenda», Kalamata Sędziowie: Epaminondas Jerotodoros i Stelios Papakosmas |